# Скидельский, Семён Яковлевич
Семён Яковлевич Скидельский (англ. Simon Skidelsky; 4 июля 1904 — 27 июля 1948), также известный как S. J. Simon — британский журналист, писатель и игрок в бридж. С 1937 года и до своей смерти публиковал в соавторстве с Кэрил Брамс юмористические романы и рассказы, в основном на тему балета или истории Англии. Как эксперт по бриджу, участвовал в разработке системы торговли Acol.

## Биография
Родился в Харбине, Маньчжурия, в семье Якова Леонтьевича Скидельского (1874—?) из купеческой первой гильдии семьи, именем которого в 1922 году была названа шахта на Озёрных Ключах в районе 9-й версты Сучанской железной дороги в Южно-Уссурийском крае. Отец вместе с братьями Соломоном, Моисеем и Симоном управлял фирмой «Наследники Л. Ш. Скидельского», основанной екатеринославским и позже владивостокским купцом 1-й гильдии, почётным гражданином Леонтием Семёновичем (Хаимом-Лейбом Шимоновичем) Скидельским (1845—1916), уроженцем Слонима Гродненской губернии. Эта фирма посредством Муленского углепромышленного товарищества занималась разработкой угольных месторождений в Китае.
Покинул Россию в юном возрасте. Имел как минимум троих братьев: Бориса, Григория и Михаила. Племянник Семёна Скидельского — экономист Роберт Скидельски, сын Бориса Скидельского.
Учился в школе Тонбриджа, затем в Лондонском университете. В 1920-х годах изучал лесное хозяйство. В эти годы познакомился с Кэрил Брамс, которая наняла его, чтобы делать подписи к ежедневным сатирическим карикатурам Musso, the home page dog, которые Дэвид Лоу рисовал для Evening Standard.
Подданство Великобритании получил в феврале 1931 года.

### Художественная литература
С 1937 по 1948 год Брамс и Скидельский в соавторстве создали серию комических романов. Их издателем выступил Майкл Джозеф, всего вышло 11 книг. Первая, A Bullet in the Ballet, представила читателям флегматичного инспектора Адама Куилла и эксцентричных участников балетной труппы Владимира Строганоффа. Книга возникла из шутки Брамс, которая, передразнивая ведущего балетного критика Арнольда Хаскелла, вместе Скидельским придумала детективную историю об убийстве в балете, жертвой которого был выбран Хаскел. Идея превратилась в роман, в котором балетную труппу Строганоффа атакует убийца.
Книга была тепло встречена критикой. В литературном приложении к Times Дэвид Мюррей писал, что книга вызывала «постоянный смех» и «отличается шокирующим и веселым сюжетом». Сексуальные интриги, как традиционные, так и гомосексуальные, участников Балета Строганоффа изображены живо и достоверно, что было необычным для 1930-х годов, по поводу чего Мюррей сделал комментарий, что определенная доля юмора связана с темой которую люди обычно не упоминают так открыто, если вообще о ней говорят. Эдвард Мадерс из The Observer отметил разнообразие сексуальных реминисценций и назвал роман «восхитительной маленькой сатирой», но «не подходящей книгой для взрослых девочек». В 1980-х Майкл Биллингтон хвалил стиль романа: «Сила языка, за которую Вудхаусу не было бы стыдно».
Книга стала бестселлером в Великобритании и была опубликована в американском издании Doubleday. Успех сопутствовал и продолжению, Casino for Sale (1938), в котором вернулись все выжившие в первом романе персонажи, а ключевой фигурой стал соперник Строганоффа — богатый и вульгарный лорд Баттонхук. Вторая книга была опубликована в США под названием Murder à la Stroganoff. Третий роман, The Elephant is White (1939), рассказал историю молодого англичанина и осложнения, связанные с его посещением русского ночного клуба в Париже. Критика не уделила ему много внимания. Следующий роман о Строганоффых, Envoy on Excursion (1940), был написан в жанре комического шпионского триллера, а Куилл стал работать на британскую разведку.
В 1940 году Брамс и Скидельский опубликовали первую книгу о «закулисной истории», изложив собственную, крайне недостоверную и юмористическую версию прошлого Англии. Роман Don’t, Mr. Disraeli! — викторианский вариант сюжета о Ромео и Джульетте, рассказывающий о враждующих семьях Клаттервик и Шаттлфорт. При этом в общий антураж XIX века вторгаются персонажи из века XX, в том числе Харпо Маркс, Джон Гилгуд и Альберт Эйнштейн.

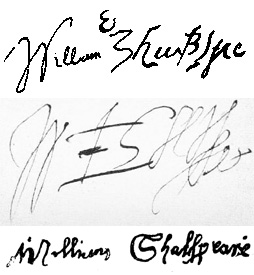
Брамс и Скидельский изображают сомнения Шекспира относительно собственной подписи

Вслед за книгой о викторианской эпохе, Брамс и Скидельский обратились к елизаветинским временам, выпустив роман No Bed for Bacon (1941). В отличие от предыдущей работы, повествование и аллюзии здесь соответствуют выбранному периоду. Молодая девушка, чтобы попасть в труппу Ричарда Бербеджа, или, точнее, Уильяма Шекспира, переодевается юношей (похожий сюжет использовал Том Стоппард сценарии фильма «Влюблённый Шекспир».
На основе своих книг Брамс и Скидельский сделали радиопостановки Don’t, Mr. Disraeli! (1943) и A Bullet in the Ballet (1945); уже в одиночку Брамс подготовила для радио версию романа Trottie True (1955). Также авторский дуэт написал сценарии фильмов One Night With You (1948) и Trottie True (1949). Тюдоровский роман No Bed for Bacon, был превращён в театральную пьесу после смерти Скидельского, обработку выполнили Брамс и молодой Нед Шеррин. Спектакль был поставлен в 1959 году с музыкой Малколма Уильямсона.

### Бридж
Ко времени сотрудничества с Брамс, Скидельский был заслуженным игроком в бридж, известным в этих кругах под прозвищем Скид. В 1939 году он участвовал в Европейском командном чемпионате, а 1948 году выиграл этот турнир, впервые проведённый под управлением Европейской лиги бриджа. Дважды, в 1937 и 1947 году, он завоёвывал «Золотой кубок», в 1939 первенствовал на National Pairs. Шесть раз играл за Англию на турнире Camrose, во всех случаях заняв первое место. Вместе с Джеком Марксом разработал правила торговли Acol.
Скидельский был автором книги Why You Lose at Bridge (1945), классического труда, который, помимо прочего, ввёл в обиход четыре архетипа игроков-неудачников: Глупый Вилли (англ. Futile Willie), миссис Гуггенхейм (англ. Mrs Guggenheim), Мистер Смаг (англ. Mr Smug) и Невезучий Эксперт (англ. Unlucky Expert). Продолжение, Cut for Partners (1950), и книга о принципах Acol, Design for Bidding (1949), были опубликованы посмертно. Также Скидельский печатал заметки о бридже в The Observer, London Evening News и Punch.
В 2012 году Американская лига контракт-бриджа (ACBL) поставила Скидельского на 48 место из 52 самых влиятельных людей за 75-летнее существование организации, отметив книгу Why You Lose at Bridge и изобретение системы торговли Acol.

### Личная жизнь и последние годы
В 1943 году Скидельский женился на Кармел Уизерс (19 июля 1908 — 17 июля 1949), серебряном призере Чемпионата Европы по бриджу среди женских команд 1948 года и писательнице (под псевдонимом Кэтлин Мэри Кармел). Он скоропостижно скончался в Лондоне в возрасте 44 лет. Вдова также скоропостижно умерла год спустя; следствие определило причиной смерти самоубийство.
После смерти у Скидельского осталось две рукописи книг о бридже, опубликованные в 1949 и 1950 годах. Также Кэрил Брамс отредактировала и завершила один незаконченный роман, вышедший в 1950 году.

## Публикации

### О бридже
- 1945 Why You Lose at Bridge[англ.] (неопр.). — London: Nicholson & Watson.
- 1949 Design for Bidding[англ.] (неопр.). — London: Nicholson & Watson.
- 1950 Cut for Partners[англ.] (неопр.). — London: Nicholson & Watson.

### Совместно с Кэрил Брамс
- 1937 A Bullet in the Ballet (неопр.). — London: Michael Joseph, 2011.
- 1938 Casino for Sale (неопр.). — London: Michael Joseph. В США: Murder à la Stroganoff (неопр.). — New York: Doubleday, Doran, 1938.
- 1939 The Elephant is White (неопр.). — London: Michael Joseph, 1939.
- 1940 Envoy on Excursion (неопр.). — London: Michael Joseph.
- 1940 Don't, Mr. Disraeli! (неопр.). — London: Michael Joseph.
- 1941 No Bed for Bacon (неопр.). — London: Michael Joseph.
- 1944 No Nightingales (неопр.). — London: Michael Joseph.
- 1945 Six Curtains for Stroganova (неопр.). — London: Michael Joseph. В США: Six Curtains for Natasha (неопр.). — Philadelphia: J. B. Lippincott[англ.], 1946.
- 1946 Trottie True (неопр.). — London: Michael Joseph.
- 1947 To Hell with Hedda! and other stories (англ.). — London: Michael Joseph.
- 1950 You Were There – Eat, drink, and be merry, for yesterday you died (англ.). — London: Michael Joseph, 1977.